# Małyj Fontan
Małyj Fontan (ukr. Малий Фонтан) – wieś na Ukrainie, w obwodzie odeskim, w rejonie podolskim, w hromadzie Kujalnyk. W 2025 liczyła 736 mieszkańców. W 2001 liczyła 916 mieszkańców, spośród których 733 wskazało jako ojczysty język ukraiński, 125 rosyjski, 51 mołdawski, 2 bułgarski, 1 białoruski, 1 ormiański, 1 gagauski, 1 jidysz, a 1 inny.